# Polymixis polymorpha
Polymixis polymorpha är en fjärilsart som beskrevs av Charles Boursin 1960. Polymixis polymorpha ingår i släktet Polymixis och familjen nattflyn. Inga underarter finns listade i Catalogue of Life.